# كسوف الشمس 4 سبتمبر 2100
توقع حدوث كسوف كلي للشمس في 4 سبتمبر 2100. كان آخر كسوف للشمس في القرن الحادي والعشرين. يحدث كسوف الشمس عندما يمر القمر بين الأرض والشمس، وبالتالي يحجب صورة الشمس كليًا أو جزئيًا عن مشاهد على الأرض. يحدث الكسوف الكلي للشمس عندما يكون القطر الظاهري للقمر أكبر من قطر الشمس، مما يحجب كل ضوء الشمس المباشر، ويحول النهار إلى ظلام. يحدث الكسوف الكلي في مسار ضيق عبر سطح الأرض، مع كسوف جزئي للشمس مرئي فوق المنطقة المحيطة بعرض آلاف الكيلومترات.

## الخسوفات ذات الصلة

### كسوف الشمس 2098-2100
هذا الكسوف هو جزء من سلسلة الفصل. يتكرر الخسوف في سلسلة الفصل من الكسوف الشمسي كل 177 يومًا تقريبًا و4 ساعات (فصل) في العقد المتناوبة من مدار القمر.

### ساروس 146
وهي جزء من دورة ساروس 146 وتتكرر كل 18 سنة و11 يوماً وتحتوي على 76 حدثاً. بدأت السلسلة بكسوف جزئي للشمس في 19 سبتمبر 1541. يحتوي على كسوف كلي من 29 مايو 1938 حتى 7 أكتوبر 2154، والكسوف الهجين من 17 أكتوبر 2172 حتى 20 نوفمبر 2226، والكسوف الحلقي من 1 ديسمبر 2244 حتى 10 أغسطس 2659. تنتهي السلسلة عند العضو 76 ككسوف جزئي في 29 ديسمبر، 2893. كانت أطول مدة للمجموعة هي 5 دقائق و21 ثانية في 30 يونيو 1992.
| تحدث أعضاء السلسلة 21-37 بين عامي 1901 و2200: | تحدث أعضاء السلسلة 21-37 بين عامي 1901 و2200: | تحدث أعضاء السلسلة 21-37 بين عامي 1901 و2200: |
| --------------------------------------------- | --------------------------------------------- | --------------------------------------------- |

### سلسلة اينكس
هذا الكسوف هو جزء من دورة اينكس طويلة الأمد، يتكرر عند العقد المتناوبة، كل 358 شهرًا سينوديًا (≈ 10571.95 يومًا، أو 29 عامًا ناقص 20 يومًا). مظهرها وخط طولها غير منتظمين بسبب عدم التزامن مع الشهر غير الطبيعي (فترة الحضيض). ومع ذلك، فإن مجموعات 3 دورات اينكس (87 سنة ناقص شهرين) تقترب (≈ 1،151.02 شهرًا غير طبيعي)، لذا فإن الكسوف متشابه في هذه المجموعات.
| أعضاء سلسلة اينكس بين عامي 1901 و2100: | أعضاء سلسلة اينكس بين عامي 1901 و2100: | أعضاء سلسلة اينكس بين عامي 1901 و2100: |
| -------------------------------------- | -------------------------------------- | -------------------------------------- |

### سلسلة تريتوس
هذا الكسوف هو جزء من دورة تريتوس، يتكرر عند العقد المتناوبة كل 135 شهرًا متزامنًا (≈ 3986.63 يومًا، أو 11 عامًا ناقص شهر واحد). مظهرها وخط طولها غير منتظمين بسبب عدم التزامن مع الشهر غير الطبيعي (فترة الحضيض)، لكن التجمعات المكونة من 3 دورات تريتوس (≈ 33 عامًا ناقص 3 أشهر) تقترب (≈ 434.044 شهرًا غير طبيعي)، لذا فإن الكسوف متشابه في هذه التجمعات.
في القرن الثاني والعشرين:
- ساروس147: كسوف حلقي للشمس في 4 أغسطس 2111.
- ساروس الشمسي 148: الكسوف الكلي للشمس في 4 يوليو 2122.
- ساروس الشمسي 149: كسوف الشمس الكلي في 3 يونيو 2133.
- ساروس 150: كسوف حلقي للشمس في 3 مايو 2144.
- ساروس 151: كسوف حلقي للشمس في 2 أبريل 2155.
- ساروس الشمسي 152: الكسوف الكلي للشمس في 2 مارس 2166.
- ساروس الشمسي 153: كسوف حلقي للشمس في 29 يناير 2177.
- ساروس الشمسي 154: كسوف حلقي للشمس في 29 ديسمبر 2187.
- ساروس الشمسية 155: الكسوف الكلي للشمس في 28 نوفمبر 2198.

في القرن الثالث والعشرين:
- ساروس 156: كسوف حلقي للشمس في 29 أكتوبر 2209.
- ساروس 157: كسوف حلقي للشمس في 27 سبتمبر 2220.
- ساروس الشمسي 158: الكسوف الكلي للشمس في 28 أغسطس، 2231.
- ساروس شمسي 159: كسوف جزئي للشمس في 28 يوليو 2242.
- ساروس 160: كسوف جزئي للشمس في 26 يونيو 2253.
- الساروس الشمسي 161: كسوف جزئي للشمس في 26 مايو 2264.
- ساروس الشمس 162: كسوف جزئي للشمس في 26 أبريل 2275.
- ساروس 163: كسوف جزئي للشمس في 25 مارس 2286.
- ساروس 164: كسوف جزئي للشمس في 22 فبراير 2297.